# Yolanda Toussieng
Yolanda Toussieng é um maquiador estadunidense. Venceu o Oscar de melhor maquiagem e penteados na edição de 1994 por Mrs. Doubtfire e na edição de 1995 pelo filme Ed Wood, ao lado de Greg Cannom, Ve Neill e Rick Baker.